# Nothocasis neofasciata
Nothocasis neofasciata là một loài bướm đêm trong họ Geometridae.